# Fondul construit de pe str. Căpriana (Chișinău)
Fondul construit de pe str. Căpriana este un complex de clădiri amplasat pe str. Căpriana – 52, 54, 56, 76 în Chișinău, Republica Moldova. Este un monument de artă și arhitectural de importanță națională inclus în Registrul monumentelor Republicii Moldova ocrotite de stat cu nr. 283.06 (municipiul Chișinău).

## Clădiri

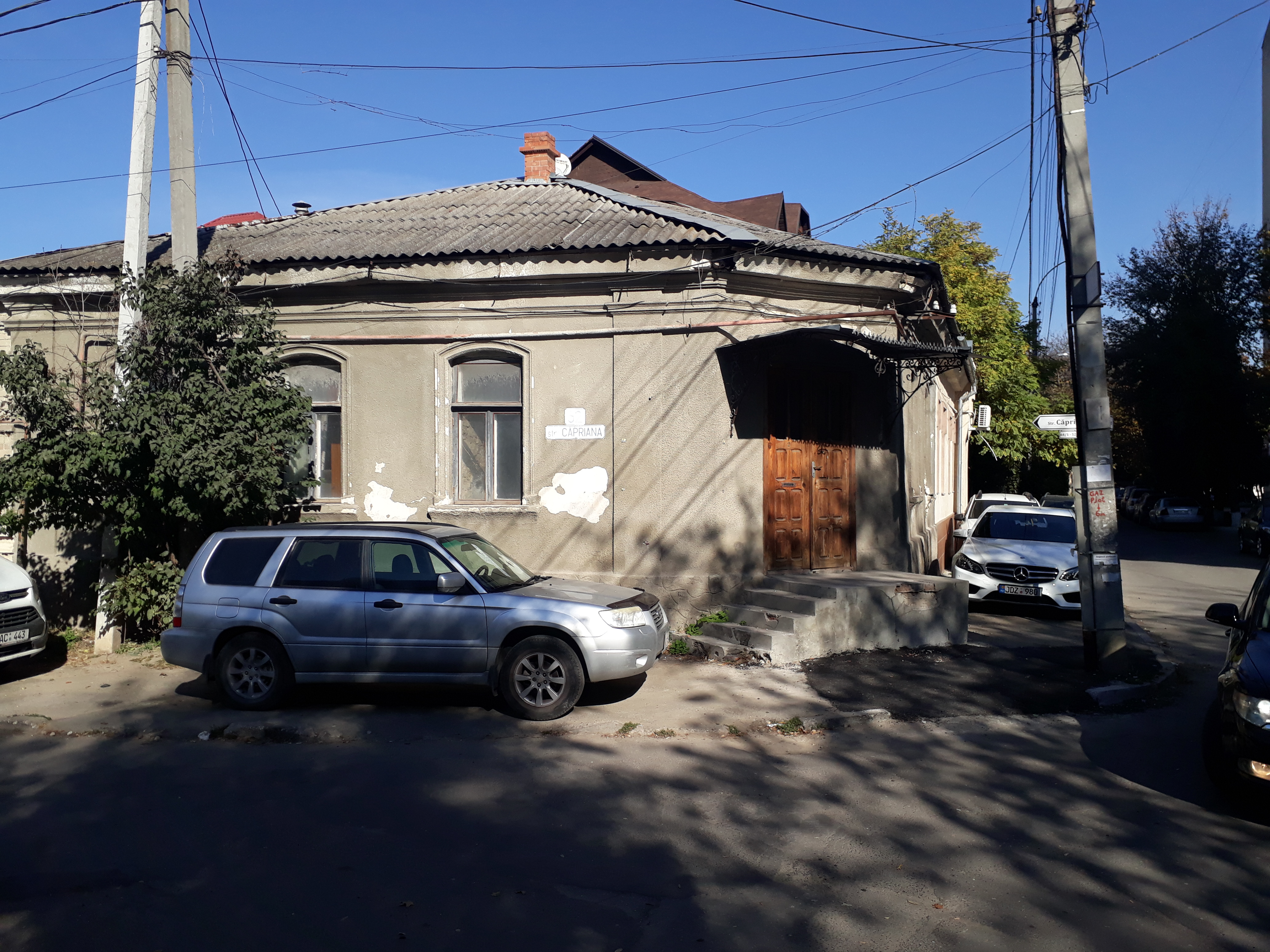
nr. 52
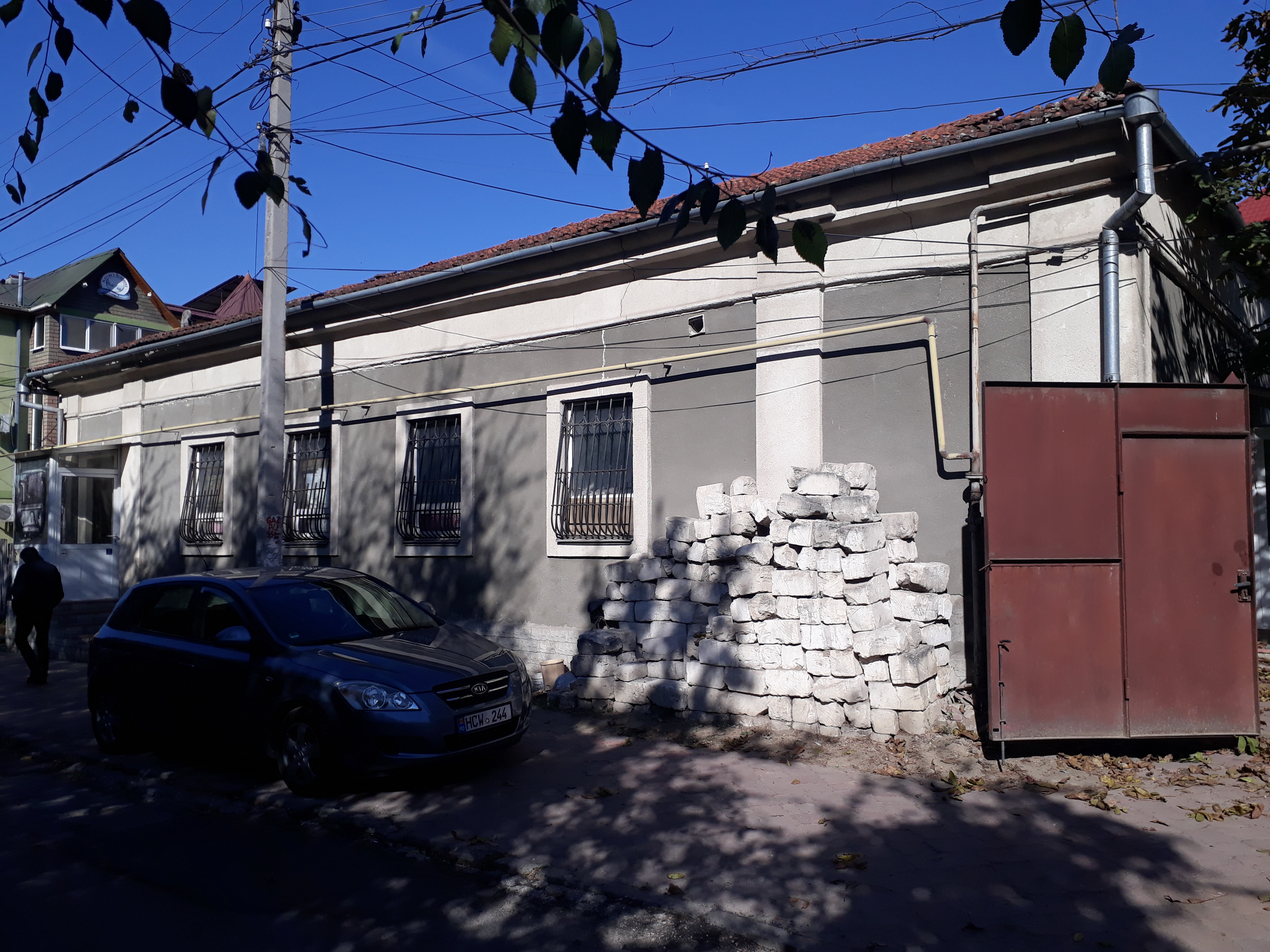
nr. 54
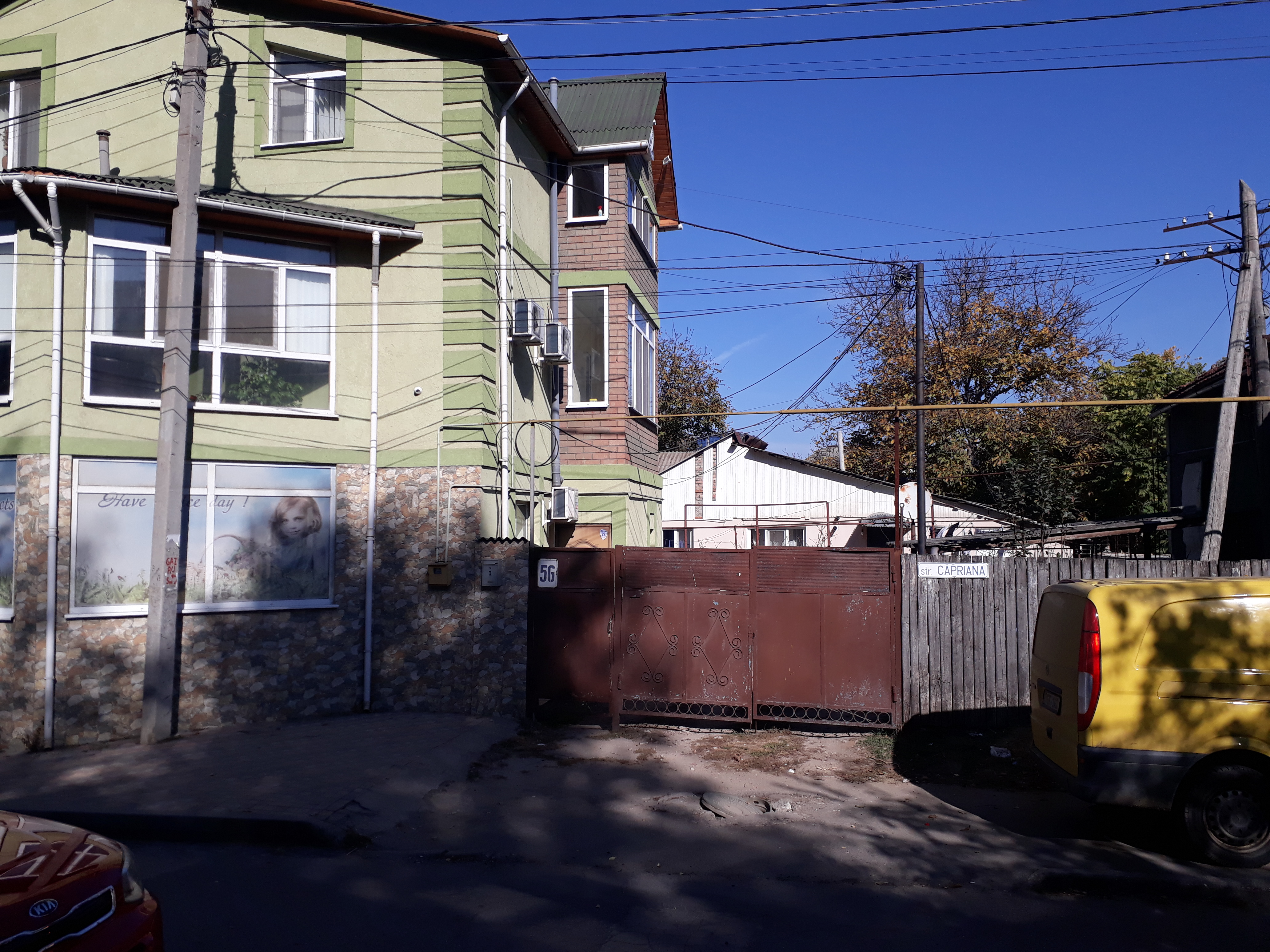
nr. 56
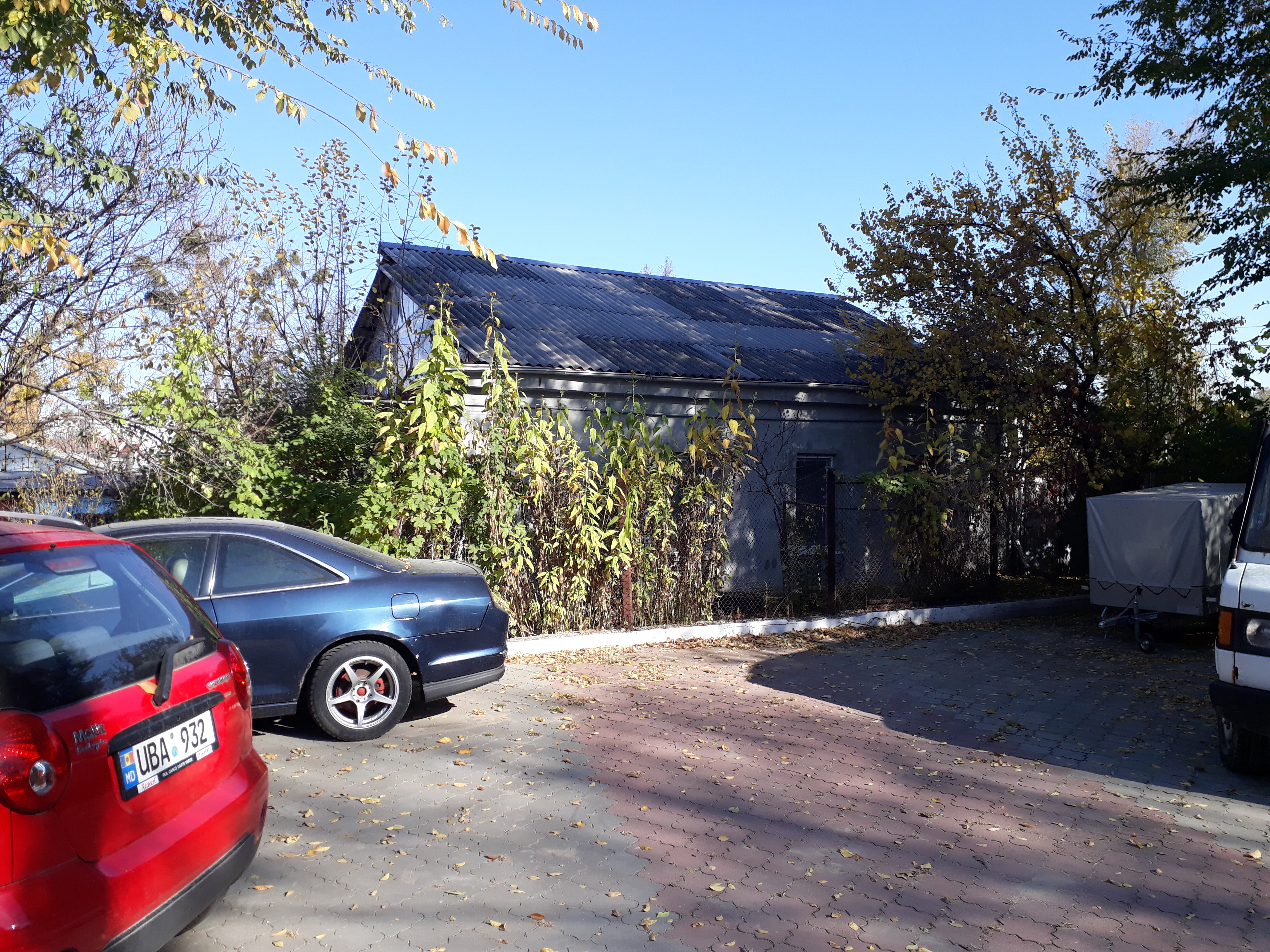
nr. 76